# کتا کلاور
کتا کلاور (کاتالونیایی: Queta Claver؛ ‏ ۲۴ ژوئن ۱۹۲۹ – ۳ مهٔ ۲۰۰۳) بازیگر، خواننده و رقصنده اهل اسپانیا بود. وی بین سال‌های ۱۹۵۰ تا ۲۰۰۰ میلادی فعالیت می‌کرد.
از فیلم‌ها یا برنامه‌های تلویزیونی که وی در آن نقش داشته است، می‌توان به کندو، بیش‌مصرفی، سفر به هیچ‌کجا و در برابر باد اشاره کرد.